# Orson Hodge
Orson Hodge er en fiktiv person fra serien Desperate Housewives. Orson fremtoner første gang i serien i sæson 2 som Susans tandlæge, senere bliver han gift med Bree. Karakteren blev spillet af Kyle MacLachlan